# Wereldkampioenschappen veldrijden 2015/Selecties
Deze pagina geeft een overzicht van de startlijsten op de Wereldkampioenschappen veldrijden 2015 in het Tsjechische Tábor op 31 januari en 1 februari 2015.

## Startlijst Mannen elite
| Tsjechië | België | Nederland |
| - 2. Michael Boroš - 3. Tomáš Paprstka - 4. Radomír Šimůnek - 5. Lubomír Petruš - 6. Vladimir Kyzivat - 7. Martin Bína - 8. Matěj Lasák | - 10. Kevin Pauwels - 11. Wout van Aert - 12. Tom Meeusen - 13. Sven Nys - 14. Klaas Vantornout - 15. Rob Peeters - 16. Gianni Vermeersch | - 20. Lars van der Haar - 21. Mathieu van der Poel - 22. Corné van Kessel - 23. David van der Poel - 24. Thijs van Amerongen - 25. Niels Wubben |
| Frankrijk | Zwitserland | Duitsland |
| - 28. Francis Mourey - 29. Fabien Canal - 30. David Menut                                                                               | - 31. Julien Taramarcaz - 32. Marcel Wildhaber - 33. Arnaud Grand - 34. Simon Zahner                                                      | - 35. Philipp Walsleben - 36. Sascha Weber - 37. Marcel Meisen - 38. Ole Quast                                                                  |
| Verenigde Staten | Italië | Spanje |
| - 39. Jeremy Powers - 40. James Driscoll - 41. Jonathan Page - 42. Stephen Hyde - 43. Zach McDonald                                     | - 44. Bryan Falaschi - 45. Marco Fontana - 46. Luca Braidot                                                                               | - 47. Javier Ruiz de Larrinaga - 48. Aitor Hernández                                                                                            |
| Groot-Brittannië | Slowakije | Japan |
| - 49. Ian Field | - 50. Martin Haring - 51. Lukáš Batora - 52. Jaroslav Chalas - 53. Václav Metlička                                                        | - 54. Yu Takenouchi - 55. Kazuhiro Yamamoto |
| Canada | Nieuw-Zeeland | Noorwegen |
| - 56. Mike Garrigan - 57. Aaron Schooler - 58. Mark McConnell                                                                           | - 59. Angus Edmond | - 60. Morten Vaeng |
| Polen | Denemarken | Australië |
| - 61. Mariusz Gil - 62. Marek Konwa | - 63. Kenneth Hansen | - 64. Paul Redenbach - 65. Garry Millburn |
| Oostenrijk | Hongarije | Oekraïne |
| - 66. Karl Heinz Gollinger | - 67. Gábor Fejes | - 68. Oleksiy Ukhanov |

## Startlijst Beloften
| België | Nederland | Frankrijk                                                                                            |
| - 2. Michael Vanthourenhout - 3. Laurens Sweeck - 4. Toon Aerts - 5. Diether Sweeck - 6. Yannick Peeters - 7. Quinten Hermans | - 10. Stan Godrie - 11. Joris Nieuwenhuis - 12. Martijn Budding - 13. Gosse van der Meer - 14. Sieben Wouters        | - 16. Clément Venturini - 17. Fabien Doubey - 18. Clément Russo - 19. Lucas Dubau - 20. Joshua Dubau |
| Tsjechië | Verenigde Staten | Zwitserland                                                                                          |
| - 21. Jakub Skála - 22. Adam Toupalik - 23. Vojtěch Nipl - 24. Dominik Vrána - 25. Stephan Schubert                           | - 26. Logan Owen - 27. Curtis White - 28. Andrew Dillman - 29. Tobin Ortenblad - 30. Sam O'Keefe - 31. Grant Ellwood | - 32. Fabian Lienhard - 33. Andri Frischknecht - 34. Dominic Grab - 35. Timon Rüegg                  |
| Groot-Brittannië | Duitsland | Italië                                                                                               |
| - 36. Ben Sumner - 37. Jack Clarkson - 38. Nicholas Barnes                                                                    | - 39. Felix Drumm - 40. Paul Lindenau                                                                                | - 41. Gioele Bertolini - 42. Nadir Colledani                                                         |
| Spanje | Slowakije | Canada                                                                                               |
| - 43. Kevin Suarez Fernandez - 44. Felipe Orts                                                                                | - 45. Ondrej Glajza - 46. Šimon Vozár                                                                                | - 47. Danick Vandale                                                                                 |
| Japan | Australië | Denemarken                                                                                           |
| - 48. Kota Yokoyama - 49. Kohei Maeda                                                                                         | - 50. Jack Hogan | - 51. Sebastian Carstensen Fini                                                                      |
| Zweden | Polen | Oostenrijk                                                                                           |
| - 52. David Eriksson | - 53. Bartosz Mikler - 54. Michal Kowalczyk - 55. Patryk Kostecki                                                    | - 56. Christoph Mick - 57. Philipp Heigl                                                             |
| Macedonië | | |
| - 58. Andrej Petrovski | | |

## Startlijst Vrouwen Elite
| Nederland | België | Frankrijk                                                                                        |
| - 1. Marianne Vos - 2. Sophie de Boer - 3. Sabrina Stultiens - 4. Sanne van Paassen - 5. Lizzy Witlox - 6. Esmee Oosterman | - 9. Sanne Cant - 10. Ellen Van Loy - 11. Loes Sels - 12. Jolien Verschueren                                                       | - 13. Lucie Chainel-Lefèvre - 14. Caroline Mani - 15. Pauline Ferrand-Prevot - 16. Marlène Petit |
| Groot-Brittannië | Verenigde Staten | Italië                                                                                           |
| - 17. Helen Wyman - 18. Nikki Harris - 19. Hannah Peyton - 20. Amira Mellor                                                | - 21. Katherine Compton - 22. Kaitlin Antonneau - 23. Rachel Lloyd - 24. Meredith Miller - 25. Crystal Anthony - 26. Elle Anderson | - 27. Eva Lechner - 28. Alice Maria Arzuffi - 29. Chiara Teocchi                                 |
| Duitsland | Tsjechië | Spanje                                                                                           |
| - 30. Lisa Heckmann - 31. Jessica Lambracht                                                                                | - 32. Kateřina Nash - 33. Pavla Havlíková - 34. Martina Mikulaskova - 35. Nikola Noskova - 36. Vendula Kuntová                     | - 39. Aida Nuño Palacio - 40. Rocío Gamonal Ferrera - 41. Rocío del Alba García Martínez         |
| Australië | Luxemburg | Zweden                                                                                           |
| - 42. Lindsay Gorrell | - 43. Christine Majerus | - 44. Asa Maria Erlandsson                                                                       |
| Japan | Canada | Oostenrijk                                                                                       |
| - 45. Ayako Toyooka | - 46. Mical Dyck | - 47. Nadja Heigl                                                                                |
| Slowakije | Polen | Argentinië                                                                                       |
| - 48. Janka Števková - 49. Livia Hanesova                                                                                  | - 50. Olga Wasiuk - 51. Paula Gorycka                                                                                              | - 52. Carolina Gómez                                                                             |

## Startlijst Junioren
| België | Nederland                                                                                                  | Frankrijk |
| - 2. Eli Iserbyt - 3. Jappe Jaspers - 4. Jarne Driesen - 5. Lander Loockx - 6. Alessio Dhoore - 7. Han Devos | - 10. Max Gulickx - 11. Jens Dekker - 12. Maik van der Heijden - 13. Mitch Groot - 14. Roel van der Stegen | - 17. Sandy Dujardin - 18. Eddy Fine - 19. Emile Canal - 20. Quentin Simon - 21. Alexis Bourmaud                 |
| Italië | Spanje | Verenigde Staten                                                                                                 |
| - 24. Stefano Sala - 25. Jakob Dorigoni - 26. Giorgio Rossi - 27. Daniel Smarzaro - 28. Antonio Folcarelli   | - 32. Jokin Alberdi - 33. Jon Gil Ranero - 34. Mario Junquera                                              | - 35. Gage Hecht - 36. Gavin Haley - 37. Lance Haidet - 38. Cameron Beard - 39. Brannan Fix - 40. Cooper Willsey |
| Groot-Brittannië                                                                                             | Duitsland                                                                                                  | Canada |
| - 41. Alfie Moses - 42. Joshua Waters - 43. William Gascoyne - 44. Arthur Green                              | - 45. Ludwig Cords - 46. Raphaël Schröder - 47. Tarik Haupt - 48. Paul Rudolph - 49. Maximilian Möbis      | - 50. Olivier Evans - 51. Willem Boersma - 52. Quinton Disera - 53. Liam Mulcahy - 54. Stefan Ritter             |
| Tsjechië | Zwitserland                                                                                                | Slowakije |
| - 55. Jonáš Březina - 56. Josef Jelínek - 57. Martin Matejcek - 58. Lukas Kunt - 59. Josef Bartipan          | - 63. Johan Jacobs - 64. Kevin Kuhn - 65. Joël Grab                                                        | - 66. Jakub Kurty - 67. Matej Ulik - 68. Kristian Zimany - 69. Slavomir Kujan - 70. Jan Gajdosik                 |
| Japan | Denemarken                                                                                                 | Polen |
| - 71. Ryo Takeuchi - 72. Masaki Yamada                                                                       | - 73. Simon Andreassen - 74. Anthon Charmig - 75. Andreas Lund Andresen                                    | - 76. Marceli Bogusławski - 77. Dawid Jona - 78. Paweł Kostrubski - 79. Tomasz Rzeszutek                         |
| Luxemburg | Australië                                                                                                  | Zweden |
| - 80. Kevin Geniets - 81. Michel Ries - 82. Tom Rees - 83. Noah Fries - 84. Colin Heiderscheid               | - 85. Nicholas Smith - 86. Noah Barrow - 87. Tom Green                                                     | - 88. Ted Pettersson - 89. Jonatan Östlund                                                                       |
| Hongarije | | |
| - 90. Márk Zathureczky                                                                                       | | |